# Ҡ
La Qa baskir o Ka baskir (Ҡ ҡ; cursiva: Ҡ ҡ) es una letra del alfabeto cirílico. Se forma a partir de la letra Ka (К к) con la parte superior extendiéndose horizontalmente a la izquierda. Es una letra correspondiente a Қ.
Se utiliza en el alfabeto de los idiomas bashkir y sibir, donde representa la oclusiva uvular sorda /q/.
Se representa en la escritura árabe como ق.

## Códigos de computación
| Carácter      | Ҡ                                   | Ҡ                                   | ҡ                                 | ҡ                                 |
| ------------- | ----------------------------------- | ----------------------------------- | --------------------------------- | --------------------------------- |
| Unicode       | LETRA MAYÚSCULA CIRÍLICA BASHKIR KA | LETRA MAYÚSCULA CIRÍLICA BASHKIR KA | LETRA PEQUEÑA CIRÍLICA BASHKIR KA | LETRA PEQUEÑA CIRÍLICA BASHKIR KA |
| Codificación  | decimal                             | hex                                 | decimal                           | hex                               |
| Unicode       | 1184                                | U+04A0                              | 1185                              | U+04A1                            |
| UTF-8         | 210 160                             | D2 A0                               | 210 161                           | D2 A1                             |
| Ref. numérica | &#1184;                             | &#x4A0;                             | &#1185;                           | &#x4A1;                           |